# Гвоздицкий, Виктор Васильевич
Виктор Васильевич Гвоздицкий (30 сентября 1952, Кропоткин, Краснодарский край — 21 мая 2007, Москва) — актёр театра и кино. Заслуженный артист РСФСР (1991). Народный артист Российской Федерации (1999).

## Биография
Виктор Гвоздицкий родился 30 сентября 1952 года в г. Кропоткине Краснодарского края.
В 1967—1971 гг. учился в Ярославском театральном училище на курсе Ф. Е. Шишигина.
С августа 1971 года — артист Рижского театра юного зрителя.
В 1974 по приглашению художественного руководителя Вадима Голикова перешёл в труппу Ленинградского театра Комедии. За 10 лет в театре исполнил более 20 ролей. В 1984 — первый исполнитель заглавной роли в третьей редакции спектакля «Тень». Последняя роль в Театре комедии (1985) — Питу в драме «Крик лангусты» Дж. Маррелла.
В 1985-м артист переехал в Москву и был зачислен в труппу Театра миниатюр. Параллельно выступал на сценах МТЮЗа (в спектаклях К. М. Гинкаса), в Московском драматическом театре им. А. С. Пушкина.
В 1995 году Олег Ефремов пригласил Гвоздицкого во МХАТ им. А. П. Чехова, где Виктор Васильевич сыграл более десятка заметных ролей. В 2004 году артист пришёл в Александринский театр в Санкт-Петербурге: здесь в двух премьерных спектаклях («Женитьба» Гоголя и «Двойник» Достоевского) Гвоздицкий играл до последних дней.
Виктор Гвоздицкий скоропостижно скончался в ночь с 20 на 21 мая 2007 года в московской больнице. Похоронен на Митинском кладбище (участок № 17б).

## Творчество

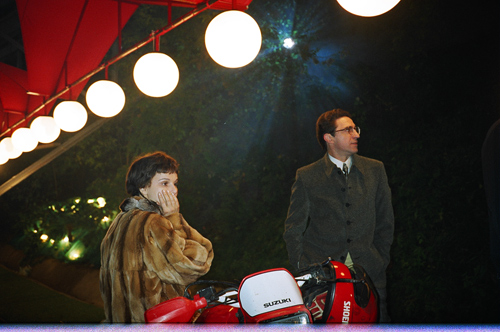
Москва 1997 г. Актриса Татьяна Друбич и В. Гвоздицкий, съёмки к/ф «Москва»

### Роли в театре

#### Рижский театр юного зрителя
- 1971 — «Зелёная птичка» К. Гоцци. Режиссёр: Н. М. Шейко — Суфлёр (ввод)
- 1971 — «Молодость театра» А. Гладкова. Режиссёр: Н. М. Шейко — Миркин
- 1971 — «Валентин и Валентина» М. Рощина. Режиссёр: А. Я. Шапиро — Студент
- 1971 — «Малыш и Карлсон, который живёт на крыше» по А. Линдгрен. Режиссёр: В. А. Жук — Босе
- 1972 — «Валентин и Валентина» Михаила Рощина — Первый студент
- 1972 — «Зелёная птичка» К. Гоцци. Режиссёр: Н. М. Шейко — Зелёная птичка (ввод)
- 1972 — «Дождь лил как из ведра» А. Хмелика и М. Шатрова. Режиссёр: А. Я. Шапиро — Арам
- 1973 — «Новые похождения Карлсона» по А. Линдгрен. Режиссёр: 'Н. М. Шейко — Карлсон
- 1973 — «Человек, похожий на самого себя» З. Паперного. Режиссёр: А. Я. Шапиро — Исполнение стихов М. Светлова (ввод)
- 1973 — «Чукоккала» по К. Чуковскому. Режиссёр: А. Я. Шапиро — Ванечка, Мойдодыр, Трубочист (ввод)
- 1973 — «Брат Алёша» инсценировка В. Розова по «Братьям Карамазовым» Ф. Достоевского. Режиссёр: А. Я. Шапиро — Смуров
- 1974 — «Четыре капли» Виктора Розова — Гость циник

#### Ленинградский театр комедии
- 1974 — «Романтики» Э. Ростана. Режиссёр: В. С. Голиков — Персине (ввод)
- 1974 — «Волшебные истории Оле-Лукойе» по Х. К. Андерсену. Режиссёр: Л. И. Лемке — Император (ввод)
- 1974 — «Гусиное перо» С.Лунгина и И. Нусинова. Режиссёр: Н. П. Акимов (режиссёр ввода Л. Цуцульковский) — Елецкий (ввод)
- 1975 — «Одна ночь» Е. Шварца. Режиссёр: В. С. Голиков — Шурик
- 1975 — «Родственники» Э. Брагинского и Э. Рязанова. Режиссёр: П. Фоменко — Официант (ввод)
- 1975 — «Силуэты Парижа» Ф. Саган. Режиссёр: Е. И. Лифсон — Люсьен (ввод)
- 1975 — «Муза» Г. Никитина. Режиссёр: П. Фоменко — Сорока
- 1975 — «Этот милый старый дом» А. Арбузова. Режиссёр: П. Фоменко — Фредерик (ввод)
- 1975 — «Мизантроп» Э. М. Лабиша. Режиссёр: П. Фоменко — Его Величество
- 1976 — «Ремонт» М. Рощина. Режиссёр: В. С. Голиков — Коля-ученик
- 1976 — «Характеры» В. Шукшина. Режиссёр: В. С. Раевский — Веня Зябликов
- 1977 — «Мизантроп» Мольера. Режиссёр: П. Фоменко — Альцест (ввод)
- 1977 — «Незнакомец» Л.Зорина. Режиссёр: Р. Виктюк — Петров
- 1978 — «Лес» А. Н. Островского. Режиссёр: П. Фоменко — Буланов
- 1978 — «Король Пиф-Паф, но не в этом дело» В. Коростылёва. Режиссёр: А. Азаревич — Принц Уа-Уа
- 1983 — «Льстец» К. Гольдони. Режиссёр: Р. Виктюк — Граф Эрколе
- 1983 — «Мельница счастья» В. Мережко. Режиссёр: А. Андреев — Грабок
- 1983 — «Сказки» Х. К. Андерсен. Режиссёр: Л. И. Лемке — Оле-Лукое (ввод)
- 1984 — «Синее небо, а в нём облака» В. Арро. Режиссёр: Ю. Аксёнов — Секретарь
- 1984 — «Тень» Е. Шварца. Режиссёр: Ю. Аксёнов (возобновление спектакля Н. П. Акимова) — Тень
- 1985 — «Крик лангусты» Дж. Марелла. Режиссёр: А. Н. Мексин — Питу

#### Дворец искусств Ленинградского отделения ВТО
- 1979 — «Пушкин и Натали». Режиссёр: К. Гинкас — Пушкин

#### БДТ имени Максима Горького
- 1980 — «Дундо Марое» М. Држича. Режиссёр: М. Белович — Помет
- 1981 — «Телевизионные помехи» К. Сакони. Режиссёр: Е. М. Арье — Имруш
- 1982 — «Роза и крест» А. Блока. Режиссёр: В. Рецептер — Доктор
- 1982 — «Кроткая» по Ф. Достоевскому. Режиссёр: Л. Додин — Ефимович

#### Ленинградский Малый драматический театр
- 1983 — «Стеклянный зверинец» Т. Уильямса. Режиссёр: Г. Яновская — Том

#### Московский театр миниатюр
- 1985 — «Соломенная шляпка» Э. М. Лабиша. Режиссёр: М. Левитин — Фадинар, рантье
- 1986 — «Нищий, или смерть Занда» Ю. Олеши. Режиссёр: М. Левитин — Шлиппенбах
- 1986 — «Здравствуйте, господин де Мопассан!» по произведениям Ги де Мопассана. Режиссёр: М. Левитин — Граф де Маскаре
- 1986 — «Мы собрались здесь» пьеса М. Левитина по материалам Первого съезда советских писателей и произведениям делегатов съезда (Максим Горький, Исаак Бабель, Всеволод Иванов, Борис Пастернак, Михаил Кольцов, Юрий Олеша, Всеволод Вишневский, Всеволод Мейерхольд). Режиссёр: М. Левитин — От режиссёра

#### Московский театр «Эрмитаж»
- 1987 — «Скверный анекдот» по Ф. Достоевскому. Режиссёр: М. Левитин — Иван Ильич Пралинский, действительный статский советник
- 1988 — «Дневники королевы» А. Володина. Режиссёр: Н.Шейко — Понтус
- 1991 — «Вечер в сумасшедшем доме» по А. И. Введенскому. Режиссёр: М. Левитин — Актёр
- 1992 — «Дон Жуан» инсценировка М. Левитина по Тирсо де Молине и Мольеру. Режиссёр: М. Левитин — Дон Жуан
- 1993 — «Женитьба Н. В. Гоголя» по Н. Гоголю. Режиссёр: М. Левитин — Подколесин
- 1994 — «Полёт Ди Грассо (До свидания, мертвецы)» И. Бабеля. Режиссёр: М. Левитин — Дымшиц Исаак Маркович
- 1996 — «Сонечка и Казанова» по М. Цветаевой. Режиссёр: М. Левитин — Казанова

#### Московский ТЮЗ
- 1988 — «Записки из подполья» по Ф. Достоевскому. Режиссёр: К. Гинкас — Парадоксалист
- 1990 — «Играем „Преступление“» по роману Ф. Достоевского «Преступление и наказание». Режиссёр: К. Гинкас — Порфирий Петрович

#### Театр им. А. С. Пушкина
- 1992 — «Эрик XIV» А. Стриндберга. Режиссёр: Ю. Ерёмин  — Эрик
- 1994 — «Ревизор» Н. Гоголя. Режиссёр: Ю. Ерёмин — Хлестаков

#### МХАТ имени А. Чехова
- 1995 — «Маскарад» М. Ю. Лермонтова. Режиссёр: Н. М. Шейко — Арбенин
- 1996 — «Кабала святош» М. А. Булгакова. Режиссёр: А. Шапиро — Людовик XIV (ввод)
- 1997 — «Три сестры» А. П. Чехова. Режиссёр: О. Ефремов — Тузенбах
- 1997 — «Женитьба» Н. Гоголя. Режиссёр: Р. Козак — Подколесин
- 1999 — «Сон в летнюю ночь» Шекспира. Режиссёр: Н. М. Шейко — Основа
- 1999 — «Самое главное» Н. Евреинова. Режиссёр: Р. Козак — Параклет
- 2000 — «Сирано де Бержерак» Ростана. Режиссёры: О. Ефремов, Н. Скорик — Сирано
- 2001 — «Венецианский антиквар» Гольдони. Режиссёр: Н. М. Шейко — Граф Ансельмо Террацани
- 2002 — «Священный огонь» Сомерсета Моэма. Режиссёр: С. Врагова — Доктор Харвестер
- 2002 — «Вечность и ещё один день» М. Павич. Режиссёр: В. С. Петров — Мокадаса Аль Сафер, Отец Элеазар
- 2002 — «Тот, кто получает пощёчины» Л. Андреева. Режиссёр: Райа-Синикка Рантала — Тот
- 2003 — «Учитель словесности» инсценировка В. Семёновского по Ф. Сологубу. Режиссёр: Н. М. Шейко — Передонов

#### Центр имени Всеволода Мейерхольда
- 2002 — «Арто и его Двойник» В. Семёновского. Режиссёр: В. Фокин — Арто

#### Проект Е. Спектора
- 2002 — «Подсолнухи» Т. Уильямса. Режиссёр: Б. Ю. Юхананов — Феличе

#### Творческое объединение «Дуэт»
- 2004 — «Апостол Павел» И. П. Друцэ. Режиссёры: А. А. Житинкин, А. Левин — Апостол Павел

#### Александринский театр
- 2005 — «Двойник» Ф. Достоевского. Режиссёр: В. Фокин — Голядкин

### Фильмография
- 1978 — Полковник Шабер (телефильм) - Гюре, писец
- 1990 — Закат — Беня Крик
- 1995 — Летние люди — Шалимов
- 2000 — Москва — Марк
- 2004 — Медная бабушка (телеспектакль) — Александр Пушкин
- 2006 — Игра в шиндай — Арий

### Радиоспектакли
- 1993 — «Похождения Бальзаминова» А. Островский. Режиссёр: Ю. Ерёмин — Бальзаминов
- 1996 — «Епифанские Шлюзы» А. Платонов. Режиссёр: М. Левитин — Бертран Перри

## Признание и награды
- Заслуженный артист РСФСР (1991)[8]
- Народный артист Российской Федерации (1999)[1]
- премии им. И. М. Смоктуновского
- Большая золотая медаль А. С. Пушкина (1999)